# 오르도비케스

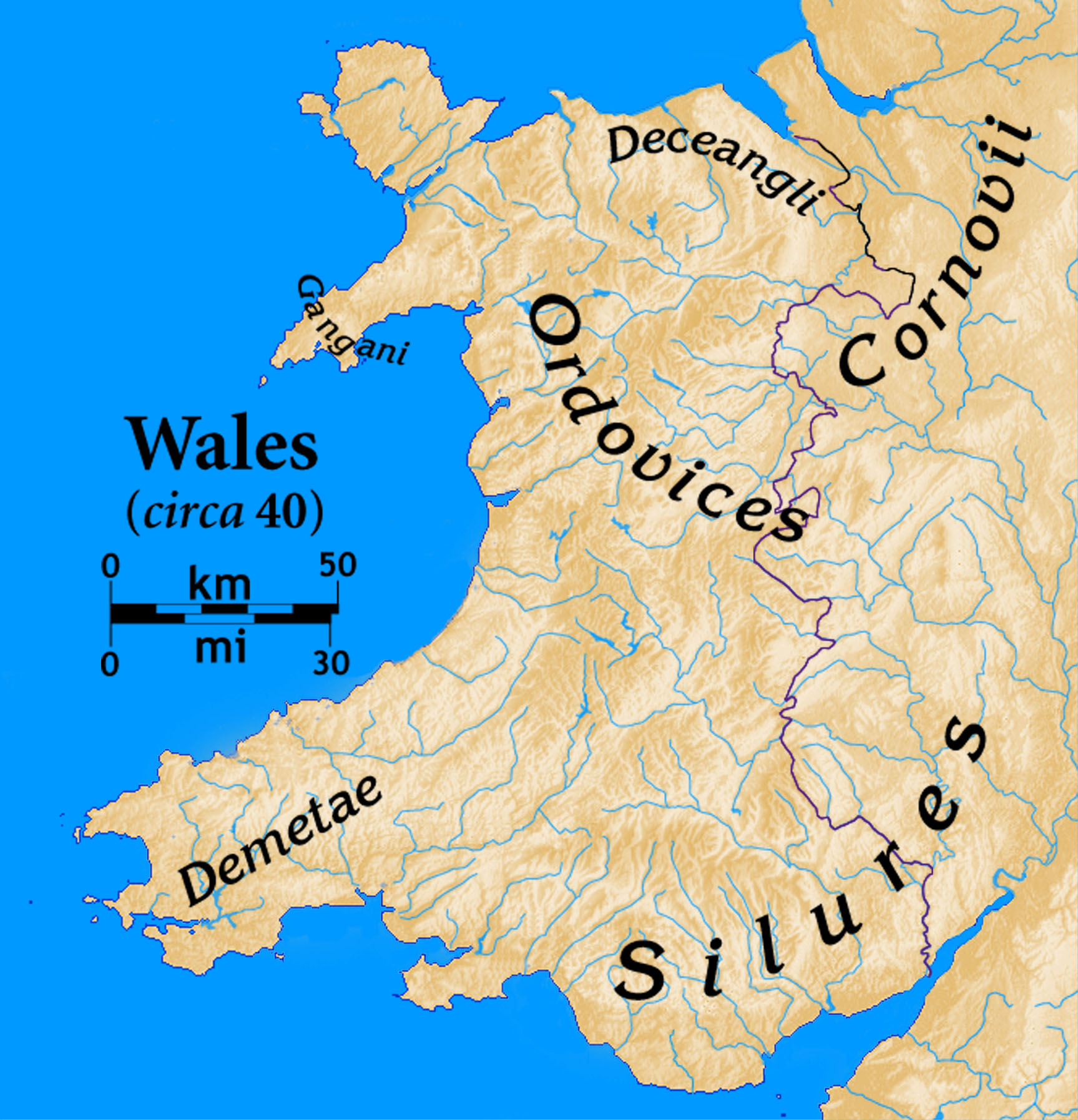

오르도비케스(라틴어: Ordovices)는 로마의 브리튼 침공 이전 브리튼섬에 살던 켈트 부족연맹체 중 하나였다. 오늘날의 웨일스 북부에 살았으며, 남쪽으로는 실루리아, 북쪽으로는 데케안글리와 국경을 접했다.
오르도비케스인은 농사를 짓고 양을 목축했으며, 요새화된 거주지를 축성해 살았다. 로마의 침공에 끝까지 저항한 켈트 원주민 중 하나였다. 오르도비케스인은 카라타쿠스의 항로마 저항운동에 적극 가담했고, 카라타쿠스가 메드웨이강 전투에 패한 이후 땅을 잃고 쫓겨났다. 기원후 50년 카에르 카라독 전투 이후 오르도비케스인은 큰 손실을 입고 더 이상 로마의 위협이 되지 못했다.
기원후 70년대에 오르도비케스인은 다시 궐기하여 로마 기병대를 격파했다. 그러자 로마 총독 아그리콜라는 오르도비케스인을 철저히 진압하여, 타키투스에 따르면 거의 씨를 말렸다고 한다. 하지만 이 일대의 산악지형을 고려해 보면 아그리콜라가 오르도비케스인들을 모조리 죽일 수 있었을지는 의문이 남는다.
지질학에서 말하는 오르도비스기라는 이름이 이 옛 오르도비케스인들의 땅에서 발견된 지층에서 유래했다.